# 鮑友信
鮑友信，安徽六安州（今六安市）人，清朝軍事将领，官至守備。

## 生平
嘉慶四年（1799年）己未科三甲武進士，以营守备用。累官云南昭通镇守备，平定苗民起事时遇伏中流矢陣亡，入祀昭忠祠，赏雲騎尉世职。

## 家族
子鮑起豹，咸豐初官至湖南提督。